# Nuevo Amanecer, Querétaro Arteaga
Nuevo Amanecer är en ort i Mexiko.   Den ligger i kommunen Amealco de Bonfil och delstaten Querétaro Arteaga, i den sydöstra delen av landet, 130 km nordväst om huvudstaden Mexico City. Nuevo Amanecer ligger 2 623 meter över havet och antalet invånare är 630.
Terrängen runt Nuevo Amanecer är huvudsakligen kuperad, men den allra närmaste omgivningen är platt. Runt Nuevo Amanecer är det ganska tätbefolkat, med 78 invånare per kvadratkilometer. Närmaste större samhälle är Amealco, 2,7 km väster om Nuevo Amanecer. I omgivningarna runt Nuevo Amanecer växer huvudsakligen savannskog.